# ASTM International
ASTM International (англ. American Society for Testing and Materials) — міжнародна добровільна організація, що розробляє і видає стандарти для матеріалів, продуктів, систем та послуг.

## Історія
Організація заснована в 1898 році в США і на початках займалась стандартами для залізничного транспорту.
У 2001 ASTM змінила свою назву на ASTM International, із метою показати глобальну участь ASTM у розробленні та запровадженні стандартів у міжнародному масштабі.

## Принципи роботи
Станом на 2012 рік близько 35 тисяч членів ASTM з 135 країн вкладають свої технічні пізнання і досвід у розробку понад 12 000 стандартів. Ці стандарти приймаються до використання в масштабі всього світу та охоплюють такі галузі як металургія, виробництво фарб, виробництво та перероблення пластмас, текстильна промисловість, добування та перероблення нафти, будівництво, енергетика, електроніка, охорона навколишнього середовища, виробництво товарів широкого вжитку, медичні послуги та апарати.
Основні принципи відкритості сприяють використанню стандартів ASTM у всьому світі. Завдяки тому, що в стандартах ASTM закладений високий рівень технічної сумлінності та чесності, 50% всіх стандартів ASTM поширюється за межами Сполучених Штатів. В ASTM працює 144 основних технічних комітети (ТК) за більше ніж 100 напрямками промисловості. Комітети ASTM, які розробляють і перевіряють вже розроблені стандарти, відкриті для участі всіх зацікавлених осіб.
Пряма участь членів із 135 країн забезпечує повсюдну застосовність стандартів. Члени з промислового сектора мають своє незалежне право голосу і не входять до групи представників національних, регіональних або політичних об'єднань.
Стандарти перевіряються і перевидаються не рідше, ніж раз на п'ять років. ТК проводять засідання як мінімум 2 рази на рік, що дозволяє забезпечити їх відповідність новим технологіям, багато з стандартів оновлюються щорічно для збереження їх актуальності.
На стандарти та методи тестування ASTM даються посилання з колекцій ISO (англ. International Organization for Standardization) та API (англ. American Petroleum Institute). Результатом цієї співпраці буває адаптація документа або спільне розроблення стандартів. 5500 різних стандартів ASTM використовуються як основа, або як  юреференсні в національних стандартах Європи, Азії, Африки, Південної та Північної Америки.